# Balleneros, caleta
Balleneros, caleta är en vik i Antarktis. Den ligger i Sydshetlandsöarna. Argentina, Chile och Storbritannien gör anspråk på området.
År 1995 upptogs Whalers Bay som nr HMV-71 på listan över Historiska platser och kulturminnen i Antarktis.  Området omfattar alla lämningar före 1970 i Whalers Bay, inklusive rester efter valfångstaktiviteten (1906–1931), kyrkogården och den brittiska basen (Base B) (1944–1969).